# Hyliota
Hyliota is een geslacht van zangvogels uit de familie Hyliotidae.

## Soorten
Het geslacht kent de volgende soorten:
- Hyliota australis  – Mashonahyliota
- Hyliota flavigaster  – Geelbuikhyliota
- Hyliota usambara  – Usambarahyliota
- Hyliota violacea  – Violetrughyliota